# Oiartzun KE
Oiartzun Kirol Elkartea (baskisch für Sportverein Oiartzun) ist ein 1975 gegründeter spanischer Fußballverein aus der baskischen Gemeinde Oiartzun. Er ist besonders für die Erfolge der Frauenfußballmannschaft bekannt, die einen spanischen Meistertitel und zwei nationale Pokale gewinnen konnte.

## Frauenfußball
Die Frauenfußballabteilung von Oiartzun KE wurde 1981 ins Leben gerufen und konnte im Jahr 1986 erstmals das Finale des spanischen Pokals erreichen, wo die Mannschaft mit 1:2 an Provenir CF scheiterte. Der erste Titelgewinn gelang dem Team im Folgejahr, als man sich im Endspiel mit 2:1 gegen den Lokalrivalen Añorga KKE durchsetzen konnte.  1988 verteidigte Oiartzun KE den Titel durch ein 2:0 gegen Provenir CF. Ein weiterer Höhepunkt sollte in der Saison 1990/91 folgen, die Mannschaft nahm zum ersten Mal an der zwei Jahre zuvor gegründeten spanischen Meisterschaft im Ligamodus teil und gewann auf Anhieb den Meistertitel. Am Ende der Spielzeit war Oiartzun punktegleich mit Atlético Villa de Madrid und Añorga KKE, landete jedoch aufgrund der besseren Resultate in den direkten Duellen auf dem ersten Platz in der Abschlusstabelle. In der Saison 1991/92 gelang der Mannschaft in der Liga zwar erneut ein guter dritter Platz, jedoch musste der Klub aufgrund finanzieller Schwierigkeiten in die zweite Spielklasse absteigen. Hier verblieb Oiartzun, bis zur Saison 1996/97, nicht zuletzt aufgrund einer Ausweitung der ersten Spielklasse, der Wiederaufstieg gelang. Das Team konnte jedoch in den folgenden Jahren nicht mehr in die Titelkämpfe eingreifen und stieg 2001, nach einer erneuten Umstrukturierung und Reduktion der ersten Division, in die zweite Kategorie ab. Dort sollte der Klub 14 Jahre verbringen bis 2014/15 erneut ein beachtlicher Erfolg gelang. Der kleine Verein setzte sich nicht nur im Grunddurchgang der Gruppe II durch, sondern besiegte im anschließenden Playoff überraschend Madrid CFF und FVPR El Olivo um erneut in die höchste Spielklasse aufzusteigen. 2015/16 gelang Oiartzun mit Platz 14 der Klassenerhalt, ein Jahr später musste die Mannschaft jedoch als 15. und Vorletzter den Weg zurück in die Segunda División antreten. Zur Saison 2019/20 stieg die Mannschaft erstmals in ihrer Geschichte in die dritte Division ab.

## Erfolge
Frauenfußball
- Spanische Meisterschaft: 1990/91
- Spanischer Pokal (2): 1987, 1988

## Bekannte Spielerinnen
- Leire Landa